# جنت رینو
جنت رینو (انگلیسی: Janet Reno؛ زادهٔ ۲۱ ژوئیهٔ ۱۹۳۸ – درگذشته ۷ نوامبر ۲۰۱۶) سیاست‌مدار اهل ایالات متحده آمریکا بود. جنت رینو در ۷ نوامبر ۲۰۱۶ در سن ۷۸ سالگی درگذشت.